# Cotylocara macei
Samotherium boissieri — вид вымерших млекопитающих из вымершего семейства Xenorophidae инфраотряда Китообразные. Единственный известный вид рода Samotherium. Его ископаемые остатки принадлежат к позднему олигоцену (28,1—23,03 млн лет назад), они найдены на территории Северной Америки (США, Южная Каролина).
Типовой образец CCNHM-101, частичный скелет (череп и частичный скелет). Его местонахождением является дренажная канава Колледж-Парк, которая находится в прибрежном песчанике Чаттиан в формации Чендлер-Бридж в Южной Каролине.
Судя по строению черепа были, как и современные зубатые киты, способны к эхолокации.